# Sam & Max Save the World
Sam & Max Save The World is een zesdelig episodisch computerspel, ontwikkeld door Telltale Games, rond de personages Sam & Max, een stripboekduo van Steve Purcell. Oorspronkelijk heette het spel Sam & Max Season One, maar Telltale Games besloot later om de titel aan te passen. Hierdoor staat het spel op de site van Telltale Games vermeld als "Season 1: Sam & Max save the world"
Elke episode is gemakkelijk apart te volgen, maar er is duidelijk een rode draad door het ganse seizoen, waardoor het toch aangeraden is om de episodes chronologisch uit te spelen.
Omwille van financiële redenen moest Telltale Games het spel mede uitbrengen met GameTap, hierdoor waren de episodes 15 dagen vroeger op de GameTap website te verkrijgen dan op de site van Telltale Games. Het spel is verkrijgbaar voor diverse platforms.

## Plot
Hypnose is de algemene rode draad in dit seizoen, zo blijkt er in elke episode wel een of meer personages gehypnotiseerd te zijn. Uiteindelijk komen Sam & Max uit bij Hugh Bliss, de persoon die achter al deze hypnosepraktijken zit, teneinde volgelingen te hebben voor zijn "Prismatology" sekte (een parodie op scientology). In episode 6 moeten Sam & Max de ultieme confrontatie met Hugh Bliss aangaan om hem eens en voor altijd te stoppen.

### Culture Shock
Sam en Max krijgen telefoon. Echter is het toestel zoek. Uiteindelijk blijkt dat de huisrat Jimmy het toestel heeft gestolen. Hij wil dit enkel teruggeven wanneer hij Zwitserse kaas krijgt.
De oproep kwam van "The Commissioner" die een nieuwe opdracht voor hen heeft. Buurtbewoners hebben geklaagd over kattenkwaad. Al snel blijken "The Soda Poppers" de daders te zijn. "The Soda Poppers" was een gekend zangtrio dat bestond uit de kindsterren en broers Specs, Peepers en Whizzers. Hun aartsvijand is Brady Culture. Brady Culture was nog voor "The Soda Poppers" een kindster, maar zijn tv-show werd afgelast nadat "The Soda Poppers" werden ontdekt. Brady Culture heeft sindsdien van alles gedaan om "The Soda Poppers" in een slecht daglicht te plaatsen.
Sam en Max komen al snel tot de conclusie dat er iets vreemds aan de hand is:
- Specs maakt op diverse plaatsen graffiti-tekeningen van Brady Culture.
- Whizzers palmt in het warenhuis van Bosco een rek in en vult dit constant aan met een gratis videoreportage over "Eye-bo", een creatie van Brady Culture.
- Peepers heeft het kantoor van psychiater Sybil ingenomen en doet alsof hij nu Sybil is. Hij raadt iedereen aan om het "Eye-bo"-programma te volgen.

Uiteindelijk blijkt dat Brady Culture "Het Huis Voor Vergeten Kindsterren" heeft opgericht. Hij heeft "The Soda Poppers" uitgenodigd om samen te werken zodat ze terug beroemd worden. Echter heeft Brady Culture hen tijdens het bezoek met een speciale bril gehypnotiseerd met de bedoeling om enkel hem terug beroemd te maken.
Sam en Max moeten nu "The Soda Poppers" uit hun hypnose krijgen. Bosco verkoopt een apparaat dat hen hierbij kan helpen, maar het kost 10.000 dollar. Nadat Sam en Max voldoende geld hebben en "The Soda Poppers" uit hypnose zijn, moeten ze ervoor zorgen dat Brady Culture zijn activiteiten stopt.

### Situation Comedy
Sam en Max krijgen telefoon van "The Commissioner": presentatrice Myra Stump, bekend van een beroemde talkshow, gijzelt haar publiek.
Sam en Max snellen naar de studio en willen een gesprek met Myra. Ze wil dit echter niet omdat Sam en Max geen beroemdheid zijn.
Daarop gaan Sam en Max op zoek naar een manier om snel beroemd te worden.
- Ze spelen mee in een nieuwe aflevering van Midtown Cowboys. De serie gaat over twee boeren (gespeeld door Sam & Max) die in hun appartement een koe moeten verstoppen voor de huiseigenaar. Omdat de koe het scenario heeft opgegeten, worden de dialogen geïmproviseerd.
- Ook nemen ze deel aan "Embarrassing Idol", een zangwedstrijd waar de winnaar de slechtste artiest is.
- Via het sensatieblad "the Alien Love Triangle Times" veroorzaken ze een schandaal. Sybil is van beroep veranderd: ze werkt nu als reporter voor dit blad.
- Ze winnen onverwacht het programma "Who's Never Going to be a Millionaire?", een quiz waarvan al vooraf geweten is dat een kandidaat het spel nooit kan winnen.
- Ze worden presentator en kok van het programma "Cooking Without Looking" waarbij gerechten worden klaargemaakt door ingrediënten op lukrake wijze bijeen te kappen.

Bosco verkoopt een apparaat dat hen in hun opdracht kan helpen, maar het ding kost 100.000 dollar. Uiteindelijk vinden Sam en Max 100.000 eetbonnen die door BOSCO worden aangenomen.
Uiteindelijk zijn ze beroemd genoeg voor een interview met Myra. Op deze set wordt het snel duidelijk dat Myra en het publiek worden gehypnotiseerd door een pluchen beer. Het is de taak aan Sam en Max om de beer te ontmantelen.

### The Mole The Mob And The Meatball
Sam en Max worden opgebeld door "The Commissioner". Een van zijn medewerkers was gestuurd naar "Ted E. Bear's Mafia Free Playland and Casino" om te infiltreren. Men heeft al geruime tijd niets meer van hem gehoord. Sam en Max worden op locatie gestuurd om te achterhalen wat er met de spion is gebeurd.
Hiervoor moeten ze in de privé-vertrekken van het casino geraken, maar een wachter laat hen niet door omdat ze niet kunnen antwoorden op de geheime vraag. Bosco verkoopt een apparaat om mensen af te luisteren, maar het kost 10 miljoen dollar. Uiteindelijk winnen Sam en Max een pokerspel en krijgen zo het geld bijeen. Dankzij het apparaat achterhalen ze het antwoord op de geheime vraag.
Chuckles, die een leidinggevende functie heeft in het casino, wil Sam en Max opnemen in hun maffiapraktijken op voorwaarde dat ze zich eerst kunnen bewijzen:
- Doodt Sybil: zij is nu "beschermer van getuigen". Getuigen kunnen bij Sybil hun verhaal doen. Sybil zal dan in naam van de klant optreden zodat deze laatste beschermd blijft.
- Steel uit de winkel van Bosco een hypnotiserende teddybeer
- Vindt de befaamde "sandwich met gehaktballen" terug dewelke een emotionele waarde heeft voor de werknemers van het casino

Nadat ze in hun opzet zijn geslaagd, mogen Sam en Max kennis maken met Ted E. Bear, de eigenaar van het casino. Dit blijkt meteen de gezochte spion te zijn.
Ted E. Bear neemt Sam en Max mee naar een nabijgelegen fabriek waar teddyberen worden gemaakt. Ted E. Bear tracht Sam en Max te hypnotiseren. In tegenstelling tot wat hij denkt, slaagt hij hier niet in. Sam en Max vinden wel een manier om Ted E. Bear te hypnotiseren. Hij belandt op de lopende band van het productieproces en komt klem te zitten in een machine. De machine geraakt oververhit en ontploft. De ontploffing vernielt het ganse gebouw.

### Abe Lincoln Must Die
Sam en Max worden opgebeld door "The Commissioner": de president van de Verenigde Staten is gek geworden.
Na Agent Superball, de deurwachter van het Witte Huis, te hebben omzeild, geraken Sam en Max bij de president. Chuckles is blijkbaar de nieuwe lijfwacht. Hij verbiedt Sam en Max om de president op zijn hoofd te slaan (wat in het spel de remedie is om iemand uit hypnose te halen). Tijdens dit bezoek duikt Whizzer van "The Soda Poppers" op. Hij komt zijn beklag doen over het feit dat te veel mensen verslaafd zijn aan frisdrank. Wanneer hij even later naar het toilet moet, gaat hij verkeerdelijk de "oorlogskamer" binnen. Hij wordt buitengezet door Chuckles. Op dat ogenblik kunnen Sam en Max de president slaan. Tot hun verbazing breekt de kop van het lichaam van de president. Dan blijkt dat de president in feite een robot is. Hij is niet gehypnotiseerd, maar was de hypnotiseur.
Er moeten vervolgens spoedverkiezingen komen zodat er zo snel mogelijk een nieuwe president is. Chukles is erin geslaagd om een stenen beeld van Abraham Lincoln te laten leven.
Vervolgens krijgen Sam en Max telefoon van "The Commissioner". Zij moeten er alles aan doen om te voorkomen dat Abraham Lincoln president wordt. Daarom stelt Max zich ook kandidaat voor het presidentschap.
Tijdens een debat is het duidelijk dat Abraham Lincoln zijn antwoorden afleest van kartonnen borden. Daarnaast meldt hij dat familiewaarde en trouw zeer belangrijk zijn. Sam en Max slagen erin om de antwoorden van de kartonnen borden te wijzigen en om een afspraak te regelen tussen Abraham Lincoln en Sybil. Deze laatste heeft nu een datingbureau en is zelf op zoek naar de liefde. Wanneer Sybil op televisie haar liefde verklaart, wint Max de verkiezingen en wordt hij de nieuwe president.
Hierop gaat Lincoln in tegenstrijd: hij rent doorheen Amerika om iedereen te hypnotiseren. Bosco verkoopt een item waarmee men Lincoln kan uitschakelen, maar het ding kost 100 miljoen dollar. Gezien Max de president is, haalt hij het geld uit een fonds van de staat. Ondertussen werden Peepers en Specs de gouverneurs van de staten South Dakota en North Dakota. Ze vechten nu tot welke staat Mount Rushmore behoort. Hierdoor ontstaat er een burgeroorlog.
Als gevolg kunnen Sam en Max de oorlogskamer betreden. Ze vuren een projectiel af op Bosco's winkel, maar deze heeft een raketafweersysteem en munitie. Sam en Max stelen uit Bosco's winkel een lichtpistool en munitie een kleven dit op Abraham Lincoln. Even later ontploft Lincoln in duizenden kleine stukjes. Enkel zijn hoofd blijft heel.

### Reality 2.0
Sam en Max krijgen telefoon van "The Commissioner": zowat alle computers beginnen vreemd te doen en waarschijnlijk is de bron in de buurt van het kantoor van Sam en Max te vinden. Daarnaast is er in hun woonwijk ook een enorme toename in het elektriciteitsverbruik.
Sybil draagt een vreemde bril. Ze lijkt in hypnose. Nadat Sam en Max die bril vernietigen, zegt Sybil dat ze een nieuw beroep heeft. Nu is ze softwaretester van de nieuwe hype: Reality 2.0 van de firma C.O.P.S. Met de speciale bril kan ze een virtuele wereld betreden.
Sam en Max gaan op zoek naar C.O.P.S. Dit blijkt een netwerk van computers te zijn. Wanneer Sam en Max zelf Reality 2.0 betreden, komen ze in een Virtuele Wereld waar mensen gehypnotiseerd worden en deze wereld vervolgens niet meer willen verlaten.
Bosco verkoopt een biologisch wapen om het internet en Reality 2.0 uit te schakelen, maar de bacterie kost 1 miljard dollar. Dat bedrag moet op de virtuele rekening van Bosco worden gestort. Uiteindelijk vinden Sam en Max een manier om zoveel geld door te storten.
De bacterie blijkt in de virtuele wereld een computervirus te zijn. Uiteindelijk slagen Sam en Max erin om het systeem zo goed als plat te leggen.
Echter heeft het internet iedereen nog in zijn macht. Daarnaast kan het internet iedereen die momenteel nog zijn VR-bril draagt doden. Vervolgens start het internet terug op en komt men terecht in de vorige versie Reality 1.5 wat nog een tekstversie is.
In deze tekstversie heeft een demon "het respect voor het leven" in zijn macht. Sam en Max pakken dit van de demon af en geven het vervolgens aan het internet. Hierop laat ze iedereen vrij. Reality 2.0 is dan volledig down.

### Bright Side Of The Moon
Sam en Max krijgen telefoon van "The Commissioner". Hugh Bliss is naar de maan verhuisd en tracht van daaruit iedereen te hypnotiseren. Daarop rijden Sam en Max met hun DeSoto naar de maan.
Uiteindelijk vinden ze een weg om in het hoofdkwartier van Hugh Bliss te geraken, dat eerder op een klein pretpark lijkt. Het gesprek met Hugh Bliss loopt niet zoals verwacht. Hugh Bliss steelt enkele lichaamsdelen van Max: zijn maag, zijn staartje en zijn ziel. Deze komen terug tot leven in 3 klonen van Max. Max zelf wordt vredig en erg liefhebbend. Zijn klonen hebben allemaal een aparte eigenschap van Max:
- De "Maag" eet alles wat los en vast zit.
- Het "Staartje" is erg lui en wil niks anders dan liggen en tv kijken.
- De "Hand" tracht alles stuk te maken.

Nadat Sam de klonen heeft uitgeschakeld komt Max terug tot zichzelf. Ze hernemen hun strijd tegen Hugh Bliss, maar worden al snel door hem gevangengenomen. Hugh Bliss wil Sam vermoorden met enkele foltertuigen, maar Sam vindt een manier waardoor ze van plaats veranderen zodat Hugh Bliss in het foltertuig komt.
Dan blijkt dat Hugh Bliss in werkelijkheid bestaat uit een kolonie buitenaardse bacteriën die in symbiose leven. Uiteindelijk kan Max de kolonie doden door deze in water te koken.

## Personages
| Persoon                                   | Omschrijving |
| ----------------------------------------- | --- |
| Abraham Lincoln                           | Het standbeeld van Abraham Lincoln op Lincoln Memorial wordt door Chuckles tot leven gebracht wanneer er dringende herverkiezingen zijn voor het presidentschap van de Verenigde Staten. Lincoln haalt het niet omwille van een schandaal: hij heeft een liefdesaffaire met Sybil. Daarop terroriseert Lincoln de oostkust. Het standbeeld wordt vernietigd door een projectiel, enkel zijn hoofd blijft intact en leeft verder. Zijn verdere liefdesrelatie met Sybil kent nog veel hoogte- en dieptepunten. |
| Jimmy Two-Teeth                           | Een rat die in het kantoor woont van Sam en Max. Jimmy vindt dat Sam en Max eerder het ongedierte zijn in plaats van omgekeerd. Jimmy pest soms Sam en Max door voorwerpen te ontvreemden, maar omgekeerd gebeurt dat ook. Jimmy komt regelmatig in het pad van Sam en Max en omgekeerd. Hij is ook de aanvoerder van een grote rattenkolonie die in aanpalende gebouwen leeft. Hij verdient zijn geld via professionele bokswedstrijden. |
| Timmy Two-Teeth                           | Het zoontje van Jimmy Two-Teeth dat lijdt aan het syndroom van Gilles de la Tourette. |
| Bosco                                     | Hij is eigenaar van "Bosco's Inconvenience Store". Hij is paranoide over alles en iedereen en ziet overal complotten. Daarom draagt hij regelmatig specifieke klederdrachten uit andere landen en spreekt hij met een aangepast accent. Hij beveiligt zijn winkel met de meest waanzinnige methodes die nog efficiënt werken ook. De enigen die hij min of meer vertrouwt, zijn Sam en Max. Bosco is ook uitvinder van de waanzinnigste voorwerpen, zoals hamers om mensen uit hypnose te krijgen en als spion getrainde kevers. |
| Sybil                                     | Ze is zelfstandige, maar wisselt in dit spel constant van beroep. Enkele van haar bezigheden waren: tatoeëerder, preparateur, interieurarchitect, psychiater, journalist van een sensatieblad, stand-in van getuige, datingbureau, uitvoeren van C14-datering, testen van software en koningin van Canada. Het beroep van Sybil is in elke episode van het spel belangrijk en helpt Sam en Max vooruit in hun zoektocht. Sybil wordt verliefd op Abe Lincoln, maar hun relatie kent veel hoogte- en dieptepunten. |
| Soda-Poppers                              | Zij waren in de jaren 1970 kindsterren en hadden een eigen reeks op televisie. Zij zoeken allerhande methodes om terug in de belangstelling te komen. Zo proberen ze samen met een ander ex-kindster Brady Culture "het huis voor vergeten kindsterren" op te richten en nemen ze deel aan "Embarrassing Idol" waarbij de winnaar degene is met de slechtste prestatie. Nadat Sam president is geworden van de VS, worden de Soda-poppers gouverneur van de staten North Dakota, South Dakota en een nieuw gevormd (fictief) West Dakota. Omdat ze niet overeenkomen waar de grenzen zijn, voeren ze onderling oorlog waardoor een nieuwe burgeroorlog ontstaat. |
| Hugh Bliss                                | Een eerder griezelige magiër en auteur van het boek "Emetics" waarin hij aan de hand van de kleuren van een regenboog beschrijft hoe een fijne levenslust op te bouwen. Hij kan zichzelf laten verdwijnen en transporteren. Hij doet onder meer aan gedaanteverwisseling en telepathie. Hij is leider van het geloof van Prismatology (een parodie op Scientology). Uiteindelijk blijkt Hugh Bliss de antagonist te zijn die mensen tracht te hypnotiseren om ze zo lid te maken van zijn sekte. Daarnaast is Hugh Bliss geen mens, maar een mengeling van buitenaardse bacteriële levensvormen die in symbiose leven.                                           |
| Chuckles                                  | Chuckles werkte oorspronkelijk in de fabriek van de Toy Mafia, maar werd later geheime agent van de president van de Verenigde Staten. Die president bleek een robot te zijn. Nadat Sam en Max het bedrog achterhalen, komen er herverkiezingen en wordt Chuckles ontslagen. Later wordt hij verpletterd door de brokstukken van het gebombardeerde standbeeld van Abraham Lincoln. |
| Philo Pennyworth (alias Mister Featherly) | Een sprekende haan in de low-budget serie "Midtown Coyboys" waar hij de rol speelt van Mister Featherly. Philo heeft een grote eigendunk, tracht op de letter te spreken, corrigeert iedereen en denkt dat hij de beste acteur is van de wereld. |
| Bessy                                     | Een koe en tevens actrice van de low-budgetserie "Midtown Coyboys". In de serie moeten Sam en Max haar verbergen voor Mister Featherly. |
| Mr Spatula                                | De goudvis van Sam en Max. Hij wordt Vicepresident van de Verenigde Staten, maar komt te sterven. |
| Myra Stump                                | Ze heeft een talkshow die sterk gebaseerd is op The Oprah Winfrey Show. Ze gijzelt haar publiek en houdt hen vast: ze heeft sterke lijm op de stoelen geplakt. Uiteindelijk blijkt ze gehypnotiseerd te zijn door een beer van The Toy Maffia. |
| Auntie Biotic                             | Dit is een personage uit het spel Virtual Reality 2.0. Hoewel ze lijkt op Myra Stump beweert ze zelf dat ze enkel een dubbelganger is. Auntie Biotic controleert de virtuele postbus op spam, virussen en malafide code. |
| Agent Superball                           | Hij werkt als deurwachter op het Witte Huis en is tevens geheim agent. Nadat Max president is geworden, stelt hij Mr Spatula aan als Vicepresident van de Verenigde Staten. Mr Spatula komt te sterven en Agent Superball neemt deze taak over. |

## Trivia
- In Sam & Max Hit the Road belanden Sam en Max in Virtual Reality 1.0. Daar moeten ze een draak verslaan.
- Zowat alle personages uit "Sam & Max Save the World" komen terug in "Sam & Max Beyond Time and Space"

## Prijzen
- Beste adventure game door IGN[2]
- Genomineerd "Funniest Game" door Gamespot[3]

## Andere avonturen
- Sam & Max Hit the Road (1993, Lucasarts)
- Sam & Max Beyond Time and Space (2007-2008, Telltale Games)
- Sam & Max: The Devil's Playhouse (2010, Telltale Games)